# Comté de Knox (Tennessee)
Pour les articles homonymes, voir Comté de Knox.
Le comté de Knox est un comté de l'État du Tennessee, aux États-Unis. Son siège est situé à Knoxville et sa population était en 2000 de 382 032 habitants. La rivière Tennessee prend naissance dans le comté par la réunion des rivières Holston et French Broad. Le maire actuel est Glenn Jacobs.